# 李判烈
李 判烈（イ・パニョル、朝鮮語: 이판열/李判烈、1908年 - 1950年12月9日）は、日本統治時代の朝鮮および大韓民国の中学校長、政治家。第2代韓国国会議員（任期中に死去）。
イ・パルリョル（漢字同、이판렬）とも表記される。

## 経歴
本籍は全羅南道光山郡。中央大学法学部卒。政界入り前は中学校長、精米業などを営んだ。政界では民主国民党求礼郡党委員長を務め、1950年の第2代総選挙に民主国民党の公認で求礼郡選挙区から出馬して当選し、国会議員を務めた。しかし、1950年12月に実地調査中に昇州郡（現・順天市）付近で北朝鮮側の敗残兵による奇襲を受け、同行していた警官11名とともに殺害された。任期中であったため1952年2月5日に補欠選挙が行われ、自由党所属の李漢昌が当選した。